# 指サック

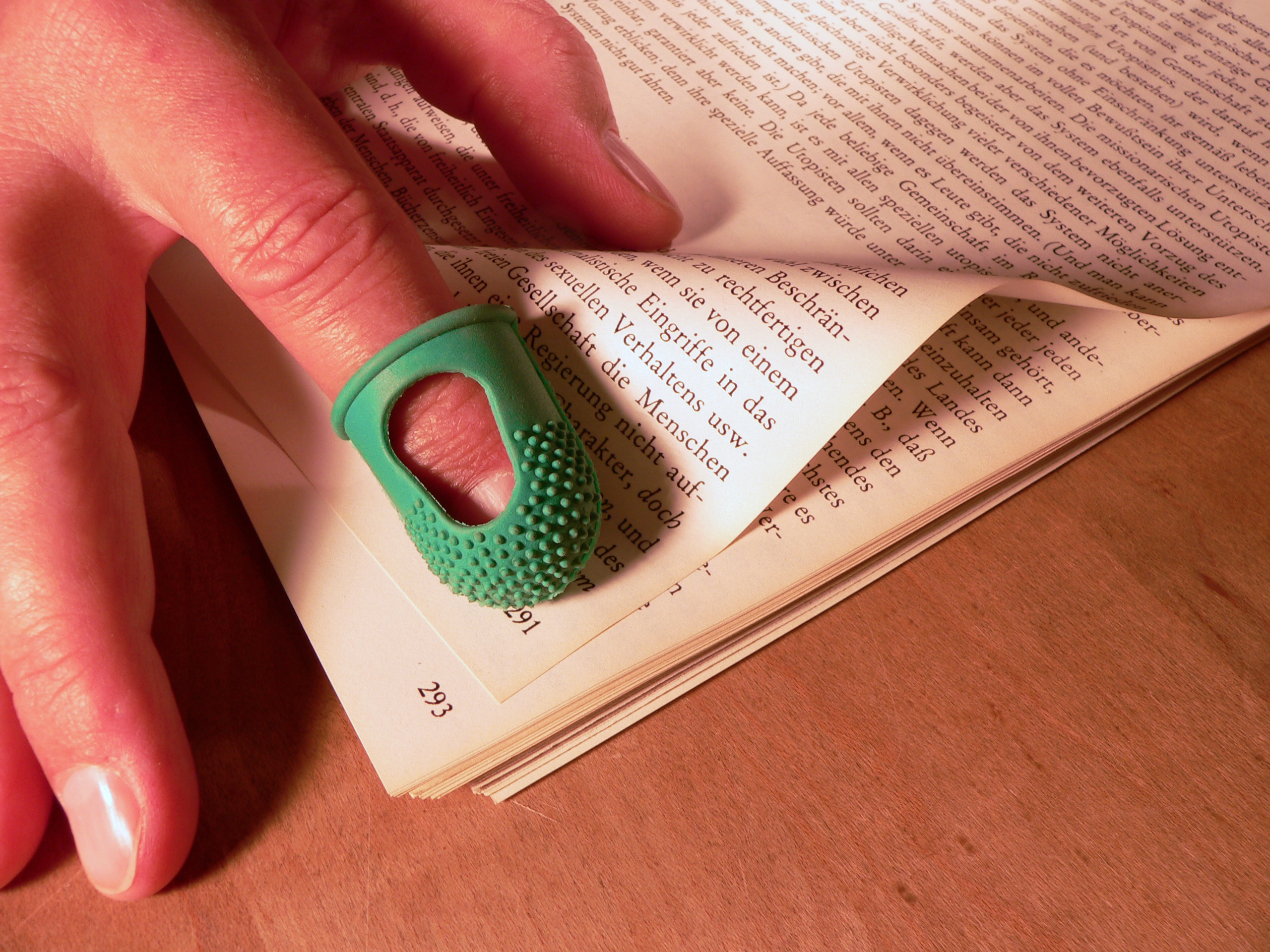
指サック

指サック（ゆびサック、英語: finger cot）とは、主に紙めくりの補助を目的に使われる文具のことである。
果物の収穫時に軍手の上から指を保護するためにゴムのサック状のものを付け始めたことから始まる。後に紙めくりの文具として使われだし、電子機器などの組立て作業時に指の汗や油から製品を保護するためにも使われている。情報端末のデータ入力補助用のものもある。
電子産業で使われている銀、銅及びその合金である真鍮や、鉛フリーはんだが指サックに含まれる硫黄分と反応してしまい製品不良を起こすようになったため、硫黄を使わない指サックが市場に出てきている。